# 塞古帝国
塞古帝国，又称班巴拉帝国（羅馬化：Banbaran Fāmala）、巴马纳帝国，是18世纪西非最大的国家之一。它和卡尔塔是桑海帝国最重要的继承国。它起源于1640年建立的一个王国。18世纪初，在比通·库利巴利的领导下发展为强大的帝国。作为一个集权国家，塞古帝国从1712年持续存在至1861年被图库洛尔人征服者哈吉·乌马尔·塔尔入侵。